# Bob Dylan at Budokan
Bob Dylan at Budokan es un álbum en directo del músico estadounidense Bob Dylan, publicado por la compañía discográfica Columbia Records en abril de 1978. Grabado durante su gira mundial de 1978 y compuesto principalmente de sus canciones más conocidas, Bob Dylan at Budokan se caracterizó por incluir canciones con arreglos radicalmente diferentes a sus versiones originales, usando una banda integrada por una amplia lista de músicos y con la presencia de tres coristas femeninas. 
Aunque obtuvo en general malas reseñas tras su publicación, críticos como Janet Maslin de la revista Rolling Stone no mostraron importancia al cambio en los arreglos. A pesar de las críticas, At Budokan obtuvo un notable éxito comercial al alcanzar el puesto cuatro en la lista de discos más vendidos del Reino Unido y el trece en la lista estadounidense Billboard 200. En ambos países, el álbum fue también certificado como disco de oro.

## Grabación
El sonido de las grabaciones procede de dos conciertos distintos, ofrecidos el 28 de febrero y el 1 de marzo de 1978 en el Nippon Budōkan de Tokio, Japón. En su publicación original, At Budokan fue limitado al mercado japonés, aunque a finales de año se editó en Australia. El 23 de abril de 1979, precedido por una amplia importación y por al menos dos ediciones europeas falsas, Columbia decidió publicar el álbum a nivel mundial. 

## Recepción
Bob Dylan at Budokan recibió algunas de las peores reseñas de la carrera musical de Dylan. Salvajemente criticado, fue calificado como "estéril" y "mañoso", comparando los arreglos con la música de salón de Las Vegas.
En una reseña sarcástica para la columna «Consumer Guide» de The Village Voice, Robert Christgau escribió: «Creo que este doble disco fue hecho para que nuestro héroe pudiera ser aventajado por Cheap Trick, quienes tuvieron el suficiente autocontrol para lanzar un único disco de esta localización. Aunque es sorprendente el hecho de que muchas de las veintidós canciones resisten bajo un tratamiento descuidado. Y no sólo eso: se incluyen letras y póster». El crítico Jimmy Guterman definió el álbum como uno de los peores jamás publicados en la historia del rock.
Aun así, el álbum recibió buenas críticas en Europa, con Janet Maslin, por entonces crítico de la revista musical Rolling Stone, defendiendo el álbum. «Aunque muchos puristas se puedan ofender, esta última edición en directo de sus viejas canciones tienen el efecto de liberar a Bob Dylan de sus orígenes. Y los orígenes, bien duraderos, bien bonitos, constituyen una terrible carga».
Bob Dylan at Budokan alcanzó el puesto trece en la lista estadounidense Billboard 200, donde fue certificado como disco de platino por RIAA, y el puesto cuatro en las británicas.

## Lista de canciones
Todas las canciones escritas y compuestas por Bob Dylan excepto donde se anota. 
| Cara A |                                     |          |  |
| N.º    | Título                              | Duración |  |
| 1.     | «Mr. Tambourine Man»                | 4:54     |  |
| 2.     | «Shelter from the Storm»            | 4:30     |  |
| 3.     | «Love Minus Zero/No Limit»          | 3:52     |  |
| 4.     | «Ballad of a Thin Man»              | 4:47     |  |
| 5.     | «Don't Think Twice, It's All Right» | 4:55     |  |

| Cara B |                                         |          |  |
| N.º    | Título                                  | Duración |  |
| 6.     | «Maggie's Farm»                         | 5:06     |  |
| 7.     | «One More Cup of Coffee (Valley Below)» | 3:19     |  |
| 8.     | «Like a Rolling Stone»                  | 6:31     |  |
| 9.     | «I Shall Be Released»                   | 4:12     |  |
| 10.    | «Is Your Love in Vain?»                 | 4:02     |  |
| 11.    | «Going, Going, Gone»                    | 4:22     |  |

| Cara C |                                        |          |  |
| N.º    | Título                                 | Duración |  |
| 1.     | «Blowin' in the Wind»                  | 4:25     |  |
| 2.     | «Just Like a Woman»                    | 5:03     |  |
| 3.     | «Oh, Sister» (Bob Dylan, Jacques Levy) | 4:44     |  |
| 4.     | «Simple Twist of Fate»                 | 4:15     |  |
| 5.     | «All Along the Watchtower»             | 3:20     |  |
| 6.     | «I Want You»                           | 2:34     |  |

| Cara D |                                        |          |  |
| N.º    | Título                                 | Duración |  |
| 7.     | «All I Really Want to Do»              | 3:37     |  |
| 8.     | «Knockin' on Heaven's Door»            | 4:00     |  |
| 9.     | «It's Alright, Ma (I'm Only Bleeding)» | 6:04     |  |
| 10.    | «Forever Young»                        | 5:38     |  |
| 11.    | «The Times They Are A-Changin'»        | 5:31     |  |

## Personal
| Músicos - Bob Dylan: voz, guitarra y armónica - Billy Cross: guitarra - Ian Wallace: batería - Alan Pasqua: teclados - Rob Stoner: bajo y coros - Steven Soles: guitarra rítmica y coros - David Mansfield: pedal steel guitar, violín, mandolina, dobro y guitarra - Steve Douglas: saxofón y flauta - Bobbye Hall: percusión - Helena Springs: coros - Jo Ann Harris: coros - Debi Dye: coros | Equipo técnico - Tim Charles: mezclas - Don De Vito: productor - Val Lane: técnico de sonido |

## Posición en listas
| País           | Lista                   | Posición |
| -------------- | ----------------------- | -------- |
| Alemania       | Media Control Charts    | 24       |
| Austria        | Ö3 Austria Top 40       | 7        |
| Estados Unidos | Billboard 200           | 13       |
| Noruega        | VG-lista Top 40 Albums  | 2        |
| Nueva Zelanda  | New Zealand Music Chart | 3        |
| Países Bajos   | Mega Albums Top 100     | 6        |
| Reino Unido    | UK Albums Chart         | 4        |
| Suecia         | Albums Top 60           | 4        |